# Icterus parisorum
Icterus parisorum là một loài chim trong họ Icteridae.